# Bronzen medaille voor goede zorg en hulp bij het heerschen der cholera asiatica in 1866

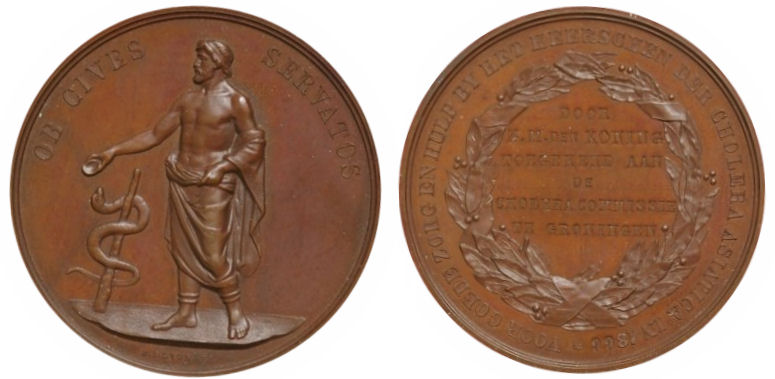
Bronzen medaille

De bronzen medaille voor goede zorg en hulp bij het heerschen der cholera asiatica in 1866 is een Nederlandse onderscheiding.

## Achtergrond
In 1866 was er sprake van een cholera-epidemie in Nederland, waarbij 21.000 slachtoffers vielen. De bronzen medaille werd door koning Willem III ingesteld bij Koninklijk Besluit van 24 januari 1867, no. 42 en toegekend "als blijk van 's Konings goedkeuring aan degenen die zich gedurende het heerschen der cholera in 1866 bijzonder hebben onderscheiden door onverpligte daden van menschlievendheid en zelfopoffering ten opzigte van aan die ziekte lijdenden of hunne betrekkingen of door het aanbevelen, voorschrijven of uitvoeren van maatregelen tot wering dier ziekte."
De medaille toont aan de voorzijde een esculaap, een mansfiguur en de woorden 'OB CIVES SERVATOS', aan de keerzijde: 'VOOR GOEDE ZORG EN HULP BIJ HET HEERSCHEN DER CHOLERA ASIATICA IN 1866'. De penning werd ontworpen door Jacques Elion.

## Toekenning
Bij koninklijk besluit van 23 november 1867, no. 67, is de medaille toegekend aan
- Dr. A.F.I. Ingenhousz te Breda
- F.J. Pompe te 's Hertogenbosch
- dr. J. Rens te Breda
- dr. H.B. Kauman te Bergen op Zoom
- dr. M.C. Klep te Oosterhout
- dr. A.J. van Gils te Tilburg
- S.L. Mekel te Waalwijk
- de zusters van liefde in het gasthuis te Tilburg
- de zusters van liefdadigheid te Breda
- J. de Meijer te 's Hertogenbosch
- B. Voert te Ronsel (België)
- I.P. Kerkhoff te Werkendam
- W.F. Heinrici te Moerdijk, gemeente Klundert
- H.H.A. Taabe te Helmond
- dr. P.R. van Mierlo te Breda
- F.B.G. Kieckens te Tilburg
- dr. L.J.B. van Heyst te 's Hertogenbosch
- G.W. Bossers te Klundert
- G. Matsaers te Tilburg
- F. Monsieurs te Waalwijk
- J.J. Willems te Ossendrecht
- W. Overmars te Waalwijk
- L. Reis te Heusden
- dr. W.F.P. Kiehl te Arnhem
- dr. J.J. Homoet te Arnhem
- dr. P. Mazirel te Elburg
- W. Knoops te Arnhem
- J. Swaving te Arnhem
- dr. P. Verkade te Wageningen
- I.W.F. Hermens te Arnhem
- D. Moerman te Arnhem
- dr. L.J. Egeling te Den Haag
- dr. B. Carsten te Den Haag
- mr. A.C. van Heusde te Den Haag
- dr. H. van Cappelle te Den Haag
- dr. I.C.G. Evers te Leiden
- W. van Beuningen te Ameide
- J. Prins te Benthuizen
- mr. A. Knappert de Groot te Brielle
- L. Visser te Brielle
- H. de Jager te Brielle
- dr. P.J.A.H. Vermeulen te Delft
- dr. P. Bleeker te Den Haag
- dr. J. Baert te Leiden
- B. Eickma te Rotterdam
- J.D. Pesant te Sommelsdijk
- mej. A. de Cheriex, geb. van der Vugt, te Utrecht
- J. van Vollenhoven te Rotterdam
- T.C. Roering te Stompwijk
- A.F. van Leeuwen te Stompwijk
- P.B. Vismans te Veur
- dr. P. Schut te IJsselmonde
- H.W.L. Post, off. van gez. te Delft
- H.C. van Eyk van Voorthuyzen, off. van gez. te Leiden
- W.F. Philipsen, off. van gez. te Leiden
- dr. J. Penn te Amsterdam

- dr. I.W. Gunning te Amsterdam
- dr. G.A.N. Allebé te Amsterdam
- dr. J. Zeeman te Amsterdam
- D. Pas te Amsterdam
- dr. D. Lubach te Haarlem
- dr. I.F. van Hengel te Hilversum
- W. Hartwijk te Buiksloot
- D. Holterman te Buiksloot
- J.C. Enschedé te Velsen
- J.J.L. Betting te Santpoort, gemeente Velsen
- I.P. Amersfoordt te Haarlemmermeer
- dr. Adr.A. Fokker te Middelburg
- I. Adam te Goes
- dr. G. van Overbeek de Meyer te Utrecht
- F. Gille Heringa te Utrecht
- dr. H.I. Broers te Utrecht
- dr. H. Snellen te Utrecht
- mr. S.H. Vernède te Utrecht
- dr. W.A. Idzerda te Akkrum
- P. de Vries Brinksma te Harlingen
- I.H. Molenaar te Irnsum
- J.A. van der Grient te Hindeloopen
- J. Homminga te Dokkum
- dr. S. Posthuma te Harlingen
- A.A. Miedema te Midlum
- J. Prins te Dokkum
- M. Ypey te Heerenveen
- dr. H. Tobbe te Heerenveen
- J. Knol te Luinjeberd
- dr. J. Schepers te Heerenveen
- J.A. Overdiep te Schoterland
- R. Barends te Doniawerstal
- dr. P. de Jager te Dokkum
- dr. E. N. van Kleffens te Dokkum
- J. Camminga te Midlum
- dr. L.W. van der Weide te Dokkum
- dr. K.U.F. Degering te Dokkum
- A.S. Carpentier Alting te Dokkum
- W.L. van Hofstra te Anjum
- I. Kiestra te Ee
- I.A. Koch te Workum
- jhr. mr. F. H.van Beyma thoe Kingma te Aengwirden
- mr. P.A. Bergsma te Ooststellingwerf
- E. Bloembergen te Leeuwarden
- P.J. van der Grijp, off. van gez. 1e klasse te Leeuwarden
- J.P. van den Berg, off. van gez. 3e klasse te Leeuwarden
- dr. L. Ali Cohen te Zwolle
- de zusters in het gesticht van liefde te Zwolle
- mr. H.R van Marle te Deventer
- dr. I. van Ketwich Verschuur te Deventer
- M.G.A. Maaldrink te Deventer
- dr. A.F.H. de I'Espinasse te Hasselt
- dr. H.T.M.I.G. Fuhrman Meijeringh te Avereest
- C.A.L. Habermehl te Avereest

- mr. S.H. de Sablonière te Kampen
- A.A.H. Hamer te Ommerschans
- D.M. Langeveld te Genemuiden
- J. Buisman Ebbinge te Genemuiden
- H.T.M. Koster te Ambt Hardenberg
- dr. A. Meursinge Hzn. te Groningen
- mr. W. de Sitter te Groningen
- W. Gerhards te Groningen
- E. Buttinger te Groningen
- dr. T. Haakma Tresling te Winschoten
- dr J.M. Busch Adriani te Zuidbroek
- dr. L.T. Schleurholts te Bedum
- dr. D. de Vries Reilingh te Groningen
- J. Schepel Hz. te Winsum
- A. Koops te Winschoten
- T. Venema Azn. te Sappemeer
- G.J.H. Ebbinge Wubben te Grijpskerk
- J.H. Leopold te Bedum
- E. de Visser te Meppel
- A.G. de Vries te Meppel
- J. Blom te Meppel
- J. Theunissen te Meppel
- dr. I.I. Willems te Maastricht
- dr. W.P. Wijnans te Maastricht
- dr. H.H. Batta te Maastricht
- A. Schrijnemeekers te Maastricht
- de Sociëteit Momus te Maastricht
- P.A. Nijst te Maastricht
- M.S.F.W. Marckx te Maastricht
- H.A. Stassen te Maastricht
- mej. Margaretha Latz te Maastricht
- dr. F.E. Fouquet te Maastricht
- dr. I.W. Germain te Maastricht
- dr. I.H.W. Schreinemacher te Maastricht
- J.R.H. Meuffels te Maastricht
- dr. P.I. Barnouw te Leiden
- dr. I.F. van der Chijs te Boskoop
- L. Foreman Fiegneau te Leiden
- dr. J.J. Langelaan te Amsterdam
- dr. J.C.W. Fischer te Venray
- dr. C.I.A.W. Honig te Leiden
- A. van Rhijn te Katwijck-Binnen
- dr. M. Juda te Utrecht
- dr. A. Ferné van der Heul te Zelhem
- dr. F. Place
- N.J.A.O. Stemberg te Utrecht
- dr. F.E. Vos te Utrecht
- dr. J.G. van der Lith te Utrecht
- dr. C.L. Drognat Landré
- dr. H.J. Jacobson te Utrecht
- dr. J. Ensing te Texel
- dr. G.W. Bruinsma te Dalfsen
- J.C. Kuiper te Groningen
- J. Jacobs te Groningen
- A. Wildervanck te Groningen

Museummedaille ·
Erepenning ·
Medaille van de Maatschappij tot Redding van Drenkelingen ·
Doggersbank-medaille ·
Broeder van de Orde van de Nederlandse Leeuw ·
Antwerpsche Medaille 1832 ·
Onderscheidingsteken voor Langdurige, Eerlijke en Trouwe Dienst ·
Eremedaille voor Kunst en Wetenschap ·
Eremedaille voor Voortvarendheid en Vernuft ·
De Ruyter-medaille ·
Regeringsmedaille ·
Medaille van het Carnegie Heldenfonds ·
Medaille van Verdienste van het Nederlandse Rode Kruis ·
Medaille voor trouwe dienst van het Nederlandse Rode Kruis ·
Erkentelijkheidsmedaille 1940-1945 ·
Inhuldigingsmedaille 1948 ·
Herinneringsmedaille Luchtbescherming 1940-1945 ·
Medaille van de Noord- en Zuid-Hollandsche Redding Maatschappij ·
Zilveren Anjer · 
Cultuurfonds Onderscheiding · 
Vrijwilligersmedaille Openbare Orde en Veiligheid ·
Vaardigheidsmedaille van de Nederlandse Sport Federatie ·
Inhuldigingsmedaille 1980 ·
Herinneringsmedaille VN-Vredesoperaties ·
Herinneringsmedaille Multinationale Vredesoperaties ·
Herinneringsmedaille Internationale Missies ·
Huwelijksmedaille 2002 ·
Herinneringsmedaille Buitenlandse Bezoeken ·
Marinemedaille ·
Landmachtmedaille ·
Marechausseemedaille ·
Luchtmachtmedaille
Zie ook: Ridderorden en onderscheidingen in Nederland